# Elon Jensen
Elon Jensen (født 1915) var en dansk atlet. Han var medlem af Københavns IF og vandt fire gange medaljør på danske langdistance mesterskaber. Han løb 31,33,2 på 10.000 meter i København 16. august 1943. hvilket gav ham en 25. plads på verdensranglisten 1943.

## Danske mesterskaber
- Bronze 1943 5000 meter 15,16,8
- Bronze 1943 10.000 meter 31,43,8
- Sølv 1940 10.000 meter 32,03,0
- Bronze 1940 5000 meter 15,47,8

## Personlige rekorder
- 1000 meter: 2,36,0 1944
- 1500 meter: 4,02,0 1943
- 5000 meter: 14,57,8 1942
- 10.000 meter: 31,33,2 København 16. august 1943